# 媽媽咪呀 (單曲)
妈妈咪呀（Mamma Mia）是瑞典乐队ABBA的一首歌曲，由班尼·安德森、比約恩·奧瓦爾斯和斯蒂格·安德森作曲，由昂內塔·費爾特斯科格和安妮-弗瑞德·林斯塔德共同演唱。这首歌于1975年9月发行。这首歌的名字来源于意大利语，它是一个感叹词，用于表示惊讶、痛苦或兴奋。